# ワマン・ポマ
フェリペ・ワマン・ポマ・デ・アヤラ（Felipe Guaman Poma de Ayala、1550年？ - 1616年？）はインカ帝国出身のインディオ。1936年に出版された『新しい記録と良き統治』の執筆者として知られると共に、インカ帝国史及び植民地社会における重要な証跡を残した人物である。

## 概要

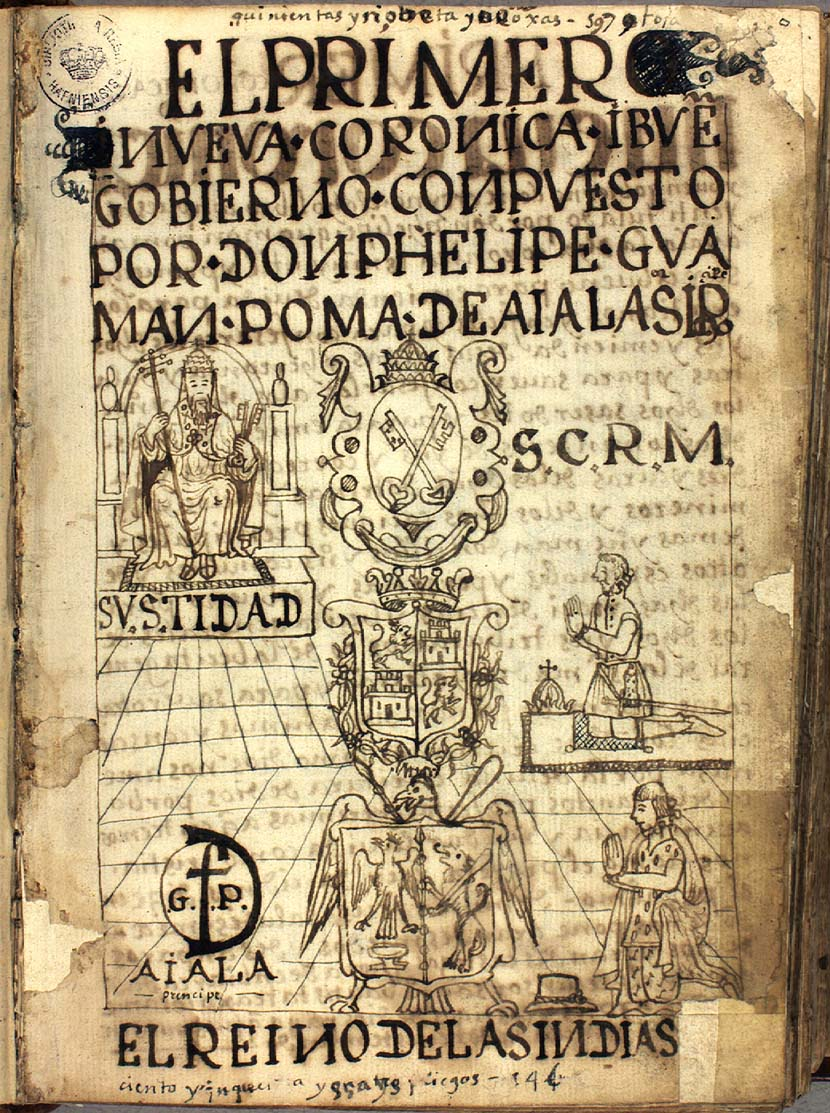
『新しい記録と良き統治』（1615年）

ワマン・ポマおよび『新しい記録と良き統治』は、1964年、スペインによるインカ帝国征服に関して被征服者側の記録を取り上げたメキシコの歴史家ミゲル・レオンの『征服の裏側』において初めて紹介がなされた。『新しい記録と良き統治』は、1615年に当時のスペイン国王フェリペ3世に宛てた1000ページ・挿絵500点を超える膨大な書簡で、インカ帝国時代、あるいはそれ以前のアンデスの歴史、スペイン人による征服史などの記録と植民政策に対する提言がカスティーリャ語で書かれたものである。インディオがスペイン人の征服をどのように見てきたのかを示す重要な資料であるとともに、アンデス史研究の為の史跡資料として注目を浴びた。

## 人物
ワマン・ポマの出生地および出生年については諸説あり、祖父及び両親の出身地にあたるチンチャイスユ（クスコ北部）のワヌコ・エル・ビエホであるとする説やクンティスユ（クスコ西部）ルカナス地方のサン・クリストバル・デ・ソンドンド村であるとする説などが有力視されている。また出生年については、ポスナンスキーの唱えたフランシスコ・ピサロのインカ帝国征服以前（1526年）とするもの、ルデーニャ・デ・ラ・ベガの唱えた征服後（1534年）とするもの、レブシゲルの唱えた1545年とする説など様々な説があるが、ワマン・ポマ自身は1615年の自身の書簡で自分のことを「齢80の老人」などと記述している。現在は1979年にアントニオ・パディーリャ・ベンデスーが発表した1550年説が最も有力となっている。
自身の家系について、ワマン・ポマは次のように語っている。父方の祖父ワマン・チャバはインカ帝国成立以前にチンチャイスユを統治していたヤロビルカ家の君主であり、インカ王トゥパック・インカ・ユパンキと和平同盟を締結し、インカのチリ・キト方面征服に貢献した人物であったという。そして父親ワマン・マルキはインカ王ワスカルの副官としてインカ帝国に仕え、フランシスコ・ピサロがトゥンベスに上陸した際にインカ側の代表としてスペイン人を出迎えた人物であるとしている。ただしこれらの出自については、自著『新しい記録と良き統治』に言及されているのみであり、同時代の他の記録からはこれらの事実は確認されていない。『新しい記録と良き統治』内では随所に父親あるいは祖父の功績が主張されており、研究者の中にはこれらの記述は自身の高貴さを際立たせる為の演出あるいは捏造であると指摘する者もいる。
ワマン・ポマは幼年時代は出生地と考えられているサン・クリストバル・デ・ソンドンド村で過ごしていたが、一時期クスコへ移住し、1562年頃にワマンガ市へと移った。それから1571年まで巡察使クリストバル・デ・アルボルノスの秘書としてインディオの改宗状況の調査の旅へ帯同し、ワマンガ地方を転々とした。この旅は各地のアンデスで暮らす人々の生活や習慣と触れる機会となった。その後再びクスコへ戻り、インカ皇族や教会関係者に仕えることでスペイン語をはじめとする様々な知識教養を吸収した。1582年頃に再びアルボルノスの秘書としてリマを訪れ、翌年同地で開催されたリマ教会会議の議事翻訳作業に従事するなど、どちらかといえばスペイン征服側の協力者の立場として過ごしていた。
1590年後半、ワマン・ポマの父親、ワマン・マルキがこの程死去するが、マルキが所有していた土地が財産継承者であるポマの不在を理由にスペイン人ドミンゴ・ヤウレスに明け渡されるという事件が発生した。これに対しポマは1597年に土地の所有権と受益権の返還を求める訴訟を起こしたが、これに敗訴。1600年12月、虚言を弄し、土地を搾取しようとしたとしてポマに対し鞭打ち200回、2年間のワマンガ市追放及び罰金200ペソの支払いが言い渡された。この時の事をポマは作品上で「本来、インディオの権益を守るべき立場にあるはずの地方官吏はその役割を果たそうとしていない」として激しく非難している。この事件をきっかけとしてポマはスペイン人支配下でインディオがどれほどもがき苦しんでいるかを後世に伝える為、これらの出来事を体験し、記録する為に放浪の旅に出ることを決意した。
その後ポマはカストロビレイナ、ナスカ、イカ、ピスコ、カニェテなどを歴訪し、リマへ向かう。そしてリマでしばらくの間滞在し、スペイン語を解さないインディオ達の権利を守る為に働いたとしている。数年後、ポマは生地であるサン・クリストバル・デ・ソンドンド村へ戻るが、「みすぼらしさ故に家族や親族ですら自分を気付かなかった」ような状態であった。このため村の住民からは歓迎されず、結局長く滞在する事無くこの地を去っている。
さらに放浪の旅を続け、1614年に当時滞在していたルカナス・アンダマルカス地方を発ち、再びリマへ向かう。これは地方での惨状を綴った手稿をスペイン副王へ直接手渡し、インディオに対する保護を訴える事を目的としたものであったが、リマでは副王に面会すら叶わず、1616年に他界した。結局この書簡は1615年にサンティアゴ・デ・チアポからフェリペ3世宛てに送付されたが、これにフェリペ3世が目を通したかどうかは定かではなく、日の目を見るまで3世紀以上を待たねばならなかった。

## 『新しい記録と良き統治』
ポマの『新しい記録と良き統治』はコペンハーゲンのデンマーク王立図書館の古記録コレクションと題された記録紙の中に埋もれており、ドイツゲッティンゲン大学教授リヒャルト・ピーチュマンによって1908年に「発見」された。ピーチュマンは1912年にロンドンで開催された「アメリカニスト会議」にてこの手稿を発表、研究者の間にワマン・ポマという人物の存在が知られる事となる。その後フランスのポール・リヴェーによって1936年、『新しき記録と良き統治』は公刊されることとなった。
しかしこの当時重要視されたのはポマが本当に訴えたかったスペイン征服史の裏側に潜んだ問題提起や証言ではなく、プレインカ時代に関するアンデスの歴史や文化に関しての部分であり、そしてそれらを伝える為に豊富に用いられていたポマの挿絵であった。これに異を唱えたのがメキシコのミゲル・レオンであり、彼の独自の解釈によって提唱された『征服の裏側』によって被征服者であるインディオから見たスペイン征服を知る上での重要な証跡史料としてその価値を見直されるようになった。
『新しい記録と良き統治』は目次を含め1179ページから成り、そのうち456ページを挿絵が占める。本作は大きく二部で構成されており、435ページまでが『新しい記録』と名付けられた古代からスペイン人征服までのアンデスの歴史を綴るもので、以降が『良き統治』と名付けられたスペイン支配下でインディオが受けた虐待行為や搾取の告発とその改革案から成っている。